# Ludwig Emanuel Schaerer
Pour les articles homonymes, voir Schaerer.
Ludwig Emanuel Schaerer, né le 11 juin 1785 à Berne et mort le 3 février 1853 à Belp (BE), est un cryptogamiste et mycologue suisse s’étant surtout intéressé à la lichénologie.

## Biographie
Fils de Johann et Magdalena Rudolf, L. E. Schaerer suit des études de théologie dès 1805 à Berne.  Il est ordonné pasteur en 1808. Pendant ses premières années d’études, L. E. Schaerer est l’élève du botaniste français Nicolas Charles Seringe. Sa passion pour les lichens se développe lorsqu’il poursuit ses études en Allemagne, à Halle et à Berlin. Il y côtoie le botaniste et lichénologue allemand Heinrich Gustav Flörke.
Enseignant au gymnase de Berne (dès 1813) puis directeur de l’orphelinat de Berne, ce n’est qu’en 1823  (1826 selon les sources) que L. E. Schaerer exerce la fonction de pasteur, à Lauperswil (BE) jusqu’en 1836 puis à Belp jusqu’à sa mort. En parallèle de son pastorat, il conçoit son œuvre principale portant sur une collection des lichens de Suisse. Celle-ci est constituée de plusieurs volumes d’échantillons, Lichenes helvetici exsiccati, publiés de 1823 à 1852 et d’un texte descriptif correspondant en deux parties, Lichenum helveticorum spicilegium.
En 1850, il publie son autre œuvre majeure, Enumeratio critica lichenum europaeum.
Ludwig Emanuel Schaerer est aussi l’auteur d’une collection personnelle non datée (Herbar: Ludov: Em: Schaer Fungi) de champignons, composée de 13 volumes, soit 1121 planches et en possession de l’herbier de l’Université de Neuchâtel.

## Hommages

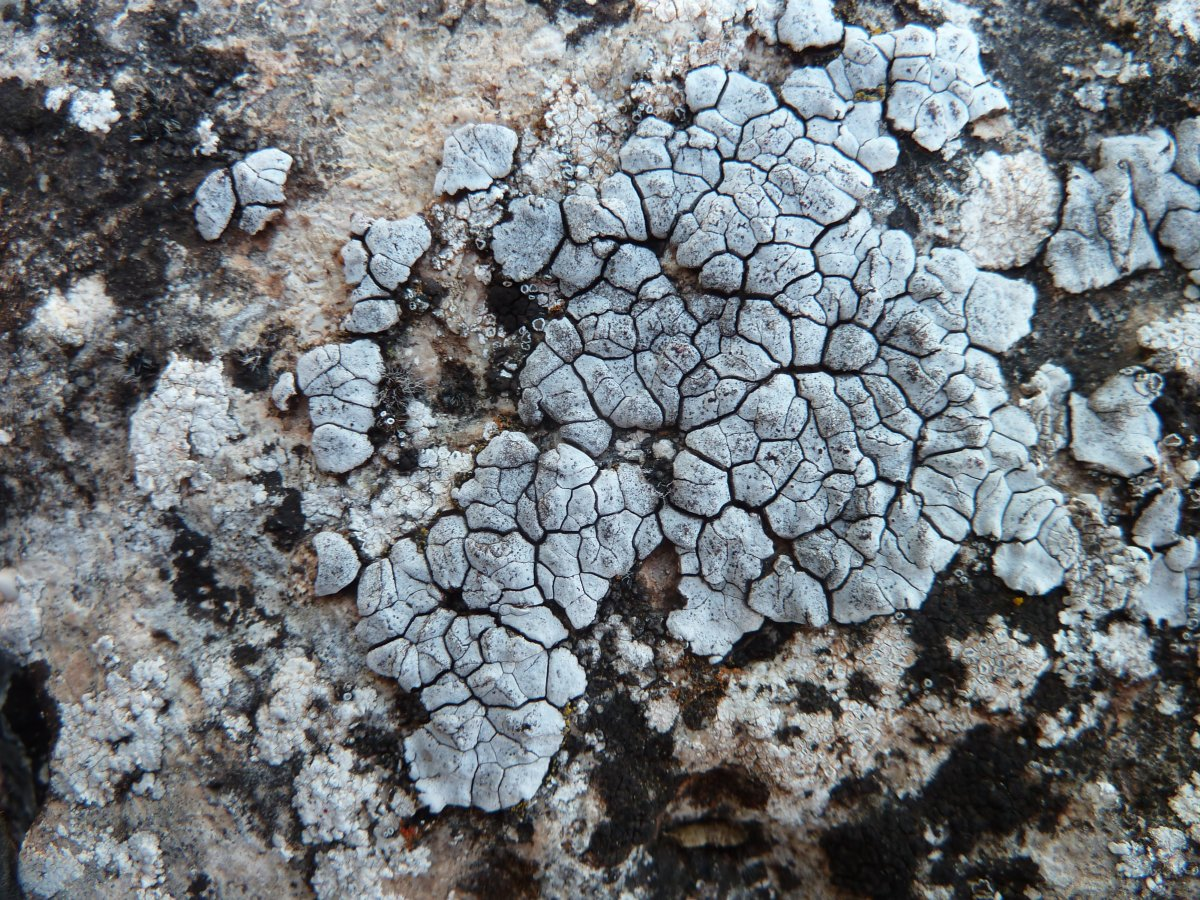
Placocarpus schaereri

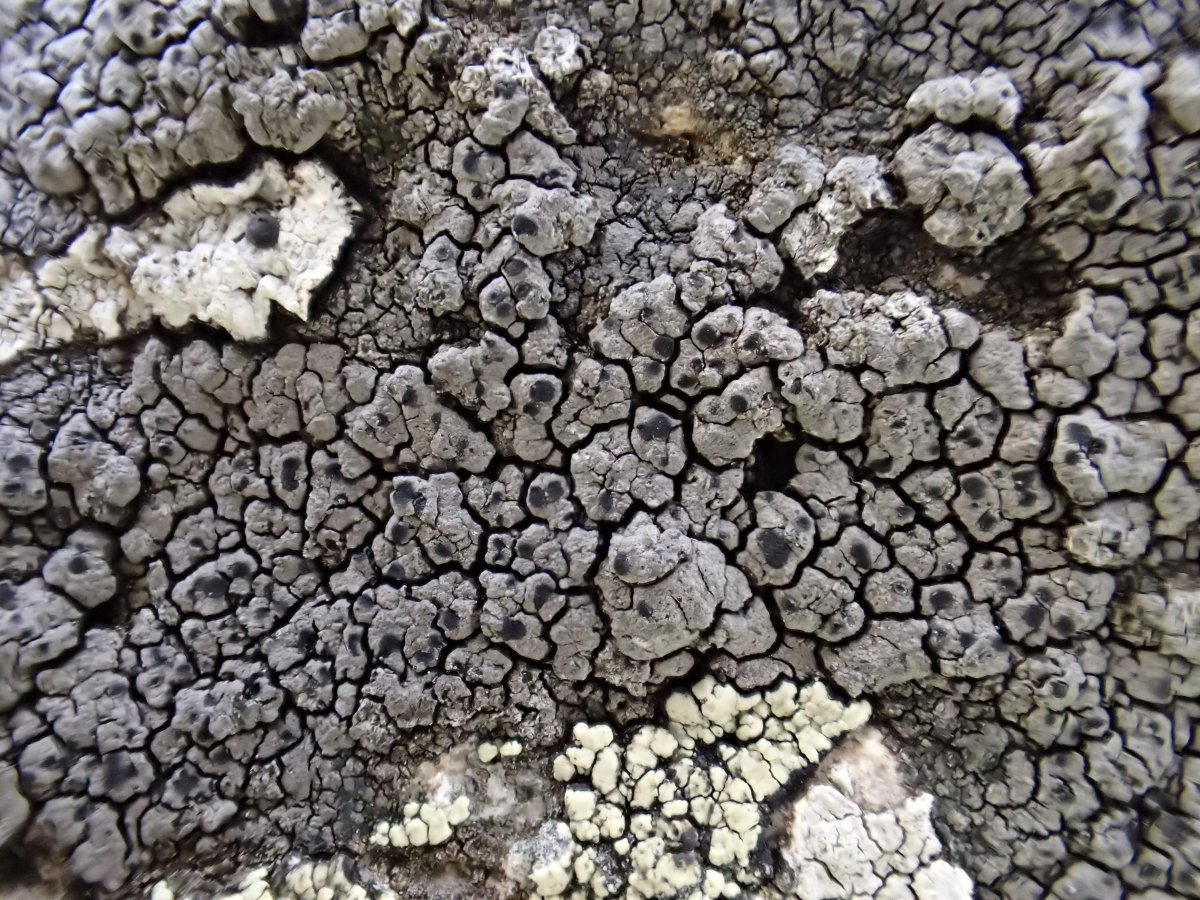
Schaereria fuscocinerea

Plusieurs espèces et un genre de lichens lui ont été dédiés.

### Espèces
- Buellia schaereri De Not. (1846)
- Placocarpus schaereri (Fr.) Breuss (1985)
- Polyblastia schaereriana (A. Massal.) Müll. Arg. (1862)
- Psorotichia schaereri (A. Massal.) Arnold (1869)
- Stigmidium schaereri (A. Massal.) Trevis. (1860)

### Genre
- Schaereria Körb. (1855)